# Trollheimen
Trollheimen is een bergketen in de Noorse provincies Møre og Romsdal en Trøndelag. Het maakt deel uit van het Scandinavisch Hoogland.
De naam Trollheimen ("het huis van de trollen") werd door Håkon Løken en de Trondhjems Turistforing gebruikt in de jaren 1880 en wordt beschouwd als een toeristische naam (er was geen naam voor het hele gebied). Trollheimen is nu de gemeenschappelijke naam voor deze bergketen.

## Reliëf en klimaat
Trollheimen wordt vaak beschouwd als de meest gevarieerde van alle bergketens in Noorwegen. De bergen in het westen hebben spitse bergtoppen en typische rivierdalen. De bergen in het oosten hebben meer ronde vormen. De valleien zijn breder en hebben gletsjers.
Er zijn verschillende grote meren zoals Gjevilvatnet in het oosten bij Oppdal en Gråsjøen en Foldsjøen in het noorden.
De hoogste toppen zijn in het zuidwestelijke deel, zoals Trolla (1850 m.), Dronningkrona (1816 m.), Kongskrona (1818 m.), Sãtbakkollen (1840 m.), Storomrungnebba (1799 m.). In het noordelijke en oostelijke deel zijn de hoogste de Snota (1668 m.), Trollhetta (1616 m.) en Blåhø (1671 m.). In het zuidoosten is er de Kråkvasstind (1700 m.).
De berg Innerdalstårnet (1452 m.) kan worden beklommen zonder klimuitrusting.
Het klimaat verschilt van het meer oceanische klimaat in het westen tot een veel droger continentaal klimaat in de oostelijke valleien.

## Flora
Trollheimen heeft een diverse alpenflora als gevolg van een voedstofrijke bodem en het gevarieerde klimaat in de bergketen. Een zeldzame plant die hier voorkomt is Artemisia norvegica. Ongeveer 1160 km² van dit gebied is uitgeroepen tot natuurreservaat.
In het midden is het bosreservaat Svartåmoen, een onverstoord dennenbos gemengd met berken. Innerdalen in het westelijke deel is Noorwegens eerste natuurreservaat.

## Archeologie
Er zijn diverse sporen van mensen uit het stenen tijdperk die met behulp van stenen "omheiningen" jaagden op rendieren. Sinds 1997 zijn er ongewoon lange en warme zomers. De gletsjers in Trollheimen hebben zich teruggetrokken waardoor er veel prehistorische pijlpunten gevonden zijn. Sommige zijn 4000 jaar of ouder. De meerderheid is tussen de 1000 en 2000 jaar oud. De jagers zijn waarschijnlijk gemigreerd naar de fjorden in het westen zoals de Sunndalsfjord en Surnadalsfjord.